# Продажа жены в Англии
Английский обычай продажи жены являлся способом прекращения неудачного брака по взаимному согласию. Обычай начал формироваться в конце XVII века, когда развод был практически невозможен для всех, кроме самых зажиточных людей. Приведя жену за поводок на шее, руке или талии, муж устраивал публичный аукцион и отдавал жену тому, кто предложит за неё наивысшую цену. Продажа жены служит фоном для романа Томаса Харди «Мэр Кэстербриджа», в начале которого главный герой продаёт свою жену, и этот поступок не даёт ему покоя всю жизнь, а в конечном счёте приводит к смерти.
Хотя обычай продажи жены не имел правовых оснований и часто приводил к судебному преследованию, особенно начиная с середины XIX века, отношение властей к нему было неоднозначным. Письменно зафиксировано как минимум одно сообщение судьи начала XIX века, где он утверждал, что считает себя не вправе запрещать продажу жён. Известны случаи, когда местные уполномоченные закона о бедных заставляли мужчин отказываться от содержания семьи на территории работного дома и продавать своих жён.
Продажа жён сохранялась в той или иной форме до начала XX века. Юрист и историк Джеймс Брайс писал в 1901 году, что в это время жён по-прежнему иногда продавали. Женщина, дававшая показания в полицейском суде Лидса в 1913 году, заявляла, что была продана одному из коллег мужа за 1 фунт стерлингов. Это одно из последних сообщений о случаях продажи жены в Англии.

## Законодательная база
Продажа жены в её «ритуальной форме» является «изобретённым обычаем», который возник в конце XVII века, хотя есть отчёт 1302 года от человека, который «предоставил свою жену другому человеку по договору, закреплённому печатью». С ростом популярности газет сообщения об этой практике появляются всё чаще во второй половине XVIII века. По словам писателя двадцатого века Кортни Кенни, этот ритуал был «обычаем, уходящим корнями достаточно глубоко, чтобы показать, что он не имеет недавнее происхождение», но, касаясь в 1901 году вопроса о продаже жены, Джеймс Брайс писал, что «в нашей [английской] юриспруденции нет никаких следов какого-либо подобного права». Он также заметил, что, однако, «каждый слышал о странной привычке продажи жены, которая до сих пор иногда случается среди низших классов в Англии».

### Брак
До принятия Закона о браке 1753 года официальная церемония брака перед священником не являлась юридическим требованием в Англии, и браки не регистрировались. Всё, что требовалось — согласие обеих сторон на союз при условии, что каждый из них достиг установленного законом возраста: для девочек 12 лет, для мальчиков — 14. Женщины были полностью подчинены своим мужьям. После вступления в брак муж и жена становились одним лицом с точки зрения права, а женщина получала статус замужней женщины. Так, выдающийся английский судья сэр Уильям Блэкстон писал в 1753 году: «Само бытие или правовое существование женщины приостанавливается в период брака, или, по крайней мере, оно объединено и включено в её мужа, под чьим крылом, защитой и прикрытием она выполняет всё». Замужние женщины не могли владеть имуществом сами по себе и были фактически сами собственностью своих мужей. Блэкстон заметил, однако, что «даже ограничение право- и дееспособности жены по большей части предназначено для её защиты и пользы. Так велика благосклонность законов Англии к женскому полу».

### Развод
В начальный период новой истории в Англии существовало пять различных способов прекращения брака. Один из них — подать в церковный суд на разделение постели и стола, на основании супружеской измены или угрожающей жизни жестокости, но это не давало разрешения на повторный брак. После 1690 года развод был возможен только путём обращения в парламент, и этот процесс был длительным и дорогостоящим. Бракоразводный акт 1857 года и суды для развода, созданные для реализации этого акта, сделали расторжение брака проще и значительно дешевле, но для бедных развод оставался чрезмерно дорогой возможностью. Альтернативой было получить «частное разделение», то есть соглашение, заключённое между обоими супругами, воплощённое в акт разделения, составленный нотариусом. Дезертирство или побег были также возможны, при этом жена была вынуждена покинуть семейный дом, или муж просто создавал новый дом вместе со своей любовницей. Наконец, наименее популярное ухищрение в виде продажи жены было альтернативным, хотя и незаконным способом прекращения брака. «Законы уважения к женщинам при рассмотрении их естественных прав» (1777) отмечали, что для бедного продажа жены рассматривалась как «способ расторжения брака», когда «муж и жена сильно устали друг от друга и согласились расстаться, если у человека было намерение подтвердить подлинность намериваемого разделения, сделав его предметом общественной огласки».
Хотя некоторые жёны XIX века и возражали против законности их продажи, записи о продаже жён XVIII века свидетельствуют в пользу того, чтобы рассматривать их продажу как практиковавшуюся в тот период. Без финансовых ресурсов и необходимых для независимой жизни навыков, для многих женщин продажа была единственным выходом из неудачного брака. Действительно, жена иногда, как сообщается, сама настаивала на продаже. Одна жена, проданная на
рынке в Уэнлоке за 2 шиллинга 6 пенсов в 1830 году, настаивала на завершении сделки, несмотря на опасения её мужа в последнюю минуту: «её муж смутился
и попытался прекратить сделку, но Мэтти вынудила его продолжить. Она хлестнула передником по лицу своего мужа и сказала: Негодяй. Я должна быть продана. Я хочу перемен». Для мужа продажа была избавлением от супружеских обязанностей, которые включали финансовую ответственность за свою жену.

## Особенности продажи
Герцог Чандос во время пребывания в небольшой деревенской гостинице увидел, как конюх бьёт свою жену самым жестоким образом; он вмешался и буквально купил её за полкроны. Это была молодая и красивая женщина; герцог дал ей образование; и после смерти её мужа он женился на ней. На своём смертном одре она собрала весь дом, рассказала им свою историю, и вывела из неё трогательную мораль об опоре на провидение, поскольку из самой жалкой ситуации она была внезапно поднята на одну из 
величайших вершин процветания; она попросила у них прощения, если когда-либо их несправедливо обидела, а затем отпустила их с подарками; умерев почти в тот же миг.
Неясно, когда ритуальный обычай продажи жены на публичных торгах начался впервые, но, вероятно, это произошло где-то в конце XVII века. В ноябре 1692 года «Джон, сын Нафана Уайтхауса, в Типтоне, продал свою жену господину Брасергёрдлу», хотя способ этой продажи не описан. В 1696 году Томас Хит Маулстэр был оштрафован за «сожительство незаконным образом с женой Джорджа Фулера из Чиннера… купив её у мужа за 2 фунта стерлингов», и эта практика, как представляется, получила широкое распространение и основательно укрепилась по всей Англии к середине XVIII века, сохраняясь вплоть до начала XX века, хотя к тому времени в «продвинутом этапе разложения».
В большинстве отчётов указывается, что о продаже сообщалось заранее, возможно, путём объявления в местной газете. Она обычно принимала форму аукциона, зачастую на местном рынке, к которому жену вели за поводок (как правило, из верёвки, но иногда из ленты)
на шее или на руке. Часто сделка с покупателем была обговорена заранее, и продажа в таком случае принимала форму символического развода и повторного вступления в брак, как в случае из Мэйдстоуна, где в январе 1815 года Джон Осборн планировал продать свою жену на местном рынке. Однако, поскольку рынка в тот день не было, продажа произошла «напротив угольной баржи на Эрл-стрит», где «очень регулярным образом» его жена и ребёнок были проданы за 1 фунт стерлингов человеку по имени Уильям Сёржант. В июле того же года одна жена была привезена на рынок Смитфилд в карете и продана за 50 гиней и одну лошадь. После того как продажа была закончена, «дама с её новым господином и повелителем взобрались в красивый кабриолет, который ждал их заранее, и уехали». На другой продаже в сентябре 1815 года на рынке Стейнс «только три шиллинга и четыре пенса были предложены за лот, никто не решился бороться с заявителем за белокурый объект, чьи достоинства могли быть оценены только теми, кто знал их. Этот покупатель мог похвастаться долгим и интимным знакомством».
Хотя инициатива исходила, как правило, от мужа, жена должна была согласиться на продажу. Доклад 1824 года из Манчестера свидетельствует, что «после нескольких торгов жена была сбита до 5 шиллингов, но ей не понравился покупатель, и она была выставлена снова за 3 шиллинга и кварту эля». Часто жена уже жила со своим новым партнёром. В одном случае 1804 года лондонский лавочник нашёл свою жену в постели с незнакомым ему человеком, который после препирательства предложил купить его жену. Лавочник согласился, и в этом случае продажа могла стать приемлемым способом разрешения ситуации. Тем не менее, продажа иногда была спонтанной, и жена могла оказаться предметом предложений от совершенно незнакомых людей. В марте 1766 года плотник из Сауфуорка продал свою жену «в припадке супружеского безразличия в пивной». Протрезвев, мужчина попросил её вернуться и, после того, как она отказалась, повесился. Домашняя драка могла иногда предшествовать продаже жены, но в большинстве зарегистрированных случаев намерением было завершение брака таким образом, чтобы придать ему легитимность развода. В некоторых случаях жена сама организовывала свою продажу и даже предоставляла деньги для своего агента, чтобы выкупить её из брака, как это было в деле 1822 года в Плимуте.

### Середина XIX века
В середине XIX века считалось, что продажа жены была ограничена нижними слоями рабочих, особенно живущих в отдалённых сельских районах, но анализ профессий мужей и покупателей показывает, что обычай был сильнее всего в «прото-индустриальных» общинах. Из 158 случаев, в которых занятие может быть установлено, самая большая группа (19) была вовлечена в животноводство или занята в транспорте, 14 работали в строительстве, 5 были кузнецами, 4 трубочистами и 2 описаны как господа, наводя на мысль, что продажа жены касалась не только простолюдинов. Наиболее заметный случай касается Генри Бриджеса, второго герцога Чандоса, который, как сообщается, купил свою вторую жену у конюха примерно в 1740 году.
Цены, которые платили за жён, значительно различаются, от высокого уровня в £100 плюс £25 за каждого из её двоих детей в одной продаже 1865 года (что примерно эквивалентно £10 800 в перерасчёте на 2011 год) до низкого уровня в стакан пива или даже бесплатно. Наименьшее количество денег, участвовавшее в продаже, было три фартинга (три четверти одного пенни), а обычная цена, как представляется, была между 2 шиллингами 6 пенсами и 5 шиллингами. По мнению писателей Уэйд Мэнселл и Белинды Мэтэярд, деньги, кажется, обычно были на втором плане, более важным фактором выступало то, что продажа виделась многим как юридически обязательный договор, несмотря на то, что она не имела никаких оснований в законе. Некоторые из новых пар оказывались при этом двоежёнцами, но отношение чиновников к продаже жены было двусмысленным. Сельское духовенство и судьи знали об этом обычае, но, казалось, не были уверены в его незаконности или предпочитали закрывать на него глаза. Записи об обычае были найдены в регистрах крещения, такие как этот пример из Пэрлэя в Эссексе, от 1782 года: «Эми — дочь Моисея Стеббинга и его купленной жены, доставленной к нему на поводке». В 1819 году судья, который пытался помешать продаже в Эшбурне, Дерби, но был закидан камнями и отогнан толпой, потом заметил:

Хотя настоящей конечной целью для моей отправки полицейских было предотвращение этой скандальной продажи, очевидным мотивом является сохранение общественного порядка… Что касается самого акта продажи, то я действительно не думаю, что имею право предотвратить её или даже просто чинить ей какие-либо препятствия, потому что она опирается на обычай, сохраняемый народом, и, возможно, было бы опасно лишить их его каким-либо законом, предназначенным для этой цели.
В некоторых случаях, как произошло с Генри Куком в 1814 году, власти на основе «Закона о бедных» заставляли мужа продать свою жену, вместо того чтобы сохранить её со своим ребёнком в работном доме. Жена Кука была доставлена на Кройдонский рынок и продана за один шиллинг, приход оплатил стоимость путешествия и «свадебный обед».

### Место продажи
24 октября 1766 года

Именно в этот день согласовано между Джоном Парсонсом прихода Мидсамер-Нортон в графстве Сомерсет, суконщиком, и Джоном Тукером, того же места, господином, что указанный Джон Парсонс за сумму шесть фунтов и шесть шиллингов, заплаченных тут же наличными указанному Джону Парсонсу, продаёт, назначает правопреемником и ставит главой над указанному Джону Тукеру Энн Парсонс, жену указанного Джона Парсонса, со всеми правами, имуществом и какими-либо обязательствами, которые он, указанный Джон Парсонс, будет иметь по отношению к указанной Энн Парсонс в течение естественного срока жизни её, указанной Энн Парсонс. В удостоверение чего я, указанный Джон Парсонс, прикладываю мою руку в день и год, указанные выше.

Джон Парсонс.

Свидетель: Уильям Чиверс.
Выбирая рынок в качестве места для продажи, супружеская пара обеспечивала себе большую аудиторию, которая делала их разделение широко засвидетельствованным фактом. Использование поводка было символическим, после продажи он вручался покупателю как знак того, что сделка завершена, а в некоторых случаях вовлечённые лица пытались дополнительно узаконить продажу, принуждая победившего участника подписать договор, признающий, что продавец не имеет никакой дальнейшей ответственности перед своей женой. В 1735 году одна успешная продажа жены в Санкт-Клементсе была обнародована обыкновенным глашатаем, который бродил по улицам, чтобы местные торговцы знали, что бывший муж не намерен больше погашать «какие-либо долги, которые она может сделать». Ту же самую цель преследовало объявление, размещённое в «Ipswich Journal» в 1789 году: «ни одному лицу или лицам не доверять ей от моего имени… потому что она уже не моё право». Те, кто участвовал в таких продажах, иногда пытались узаконить сделку, о чём свидетельствует купчая на жену, сохранённая в Британском музее. Чек содержится в петиции, представленной Сомерсетскому суду в 1758 году женой, которая около 18 месяцев назад была продана её мужем за 6 фунтов стерлингов и 6 шиллингов «ради его причуды». Ходатайство не возражает против продажи, а скорее направлено против того, что её муж вернулся через три месяца и потребовал ещё денег от своей жены и её нового мужа.
В Суссексе гостиницы и общественные здания были обычным местом для продажи жены, а алкоголь часто составлял часть оплаты. Например, когда один мужчина продавал свою жену в пабе Shoulder of Mutton and Cucumber в Яптоне в 1898 году, покупатель заплатил 7 шиллингов 6 пенсов и 1 имперскую кварту (1,1 литра) пива. Продажа веком ранее в Брайтоне включала «8 горшков пива» и 7 шиллингов, а в Нинфилде в 1790 году человек, который обменял свою жену в
деревенской гостинице на полпинты джина, позже передумал и купил её назад.
На продаже жены иногда присутствовали огромные толпы народа. Продажа в Халле в 1806 году «была отложена из-за толпы, которую собрало такое экстраординарное происшествие», отсюда следует, что продажи жены происходили относительно редко и поэтому обладали такой популярностью. Частота этого ритуала по разным оценкам составляет около 300 случаев за период между 1780—1850-ми годами, что относительно невелико по сравнению со случаями дезертирства, которые в викторианскую эпоху исчисляются десятками тысяч.

### Распространение и символизм
Продажа жены, как представляется, была широко распространена в Англии, но довольно редко встречается в соседнем Уэльсе, где сообщается лишь о нескольких случаях. Наибольшее число случаев в 1760—1880-е годы было зафиксировано в английском графстве Йоркшир — сорок четыре. Это значительно больше, чем 19 случаев в Мидлсексе и Лондоне за тот же период, несмотря на французскую карикатуру на Джона Буля, в ботфортах со шпорами стоящего на лондонском Смитфилдском рынке и кричащего: «à quinze livres ma femme!» («£15 за мою жену!»), в то время как Миледи с ошейником на шее стоит в загончике.
В Шотландии в позднейший период зафиксирован только один случай продажи жены — некую Мэри Макинтош выставил на продажу муж на рынке Грассмаркет в Эдинбурге 16 июля 1828 года. Этот прецедент послужил поводом для массовой драки, которую очевидец описал следующим образом:

Женщины округи, числом около семисот, собравшись и вооружившись камнями, причём некоторые даже кинули их, а другие завернули камни в чулки и носовые платки, устремились в атаку на толпу, нанося удары по всем, кто подворачивался под руку; добравшись наконец до аукциониста, они разодрали и расцарапали тому лицо самым жутким образом, вследствие нанесённого прекрасному полу оскорбления.

Возможно, этот скандальный случай явился причиной того, что обычай продажи жены в Шотландии так и не прижился, несмотря на то, что некоторые авторы пытались представить эту «варварскую практику» устоявшейся. В то же время следует указать на тот факт, что в Средние века продажа жён имела в Шотландии столь широкое распространение, что Папе Григорию VII даже пришлось издать официальный запрет на неё.
В своём отчёте «Жёны на продажу» автор Самуэль Пайиэт Менфи собрал 387 инцидентов, связанных с продажей жены, последний из которых произошёл в начале XX века. Историк Е. П. Томпсон рассматривал многие случаи Менфи как «расплывчатые и сомнительные», и считал, что некоторые из них посчитаны дважды, но всё же согласился, что около 300 были подлинными, которые в сочетании с его собственными исследованиями в результате дали около 400 случаев.
Менфи утверждал, что ритуал являлся зеркальным отражением продажи скота — символическое значение ошейника; жёны иногда даже оценивались на вес, как домашний скот. Хотя поводок рассматривался как ключевой элемент придания «законности» продаже, Томпсон предположил, что, возможно, Менфи не понимал социального контекста трансакции. Рынкам отдавалось предпочтение не потому, что там продавали скот, а потому, что они предлагали общественное место, где разделение мужа и жены могло быть засвидетельствовано. Продажи часто происходили на ярмарках, перед общественными зданиями или местными достопримечательностями, такими как обелиск в Престоне (1817) или «Болтонский газовый столб» (1835), где можно было ожидать массовое скопление людей.
С современной точки зрения, продажа жены как движимого имущества — унижение, даже если рассматривать это как форму развода. Тем не менее, в большинстве докладов того времени подчёркиваются независимость женщин и их жизнестойкость: женщины описаны как «красивая», «полногрудая», «хорошо выглядящая», «привлекательная деревенская девушка» или как «весёлая и шаловливая».
Наряду с другими английскими обычаями поселенцы, прибывшие в американские колонии в конце XVII и в начале XVIII века, принесли с собой практику продажи жены, а также убеждённость в её легитимности, как способе прекращения брака. В 1645 году «Особый суд» Хартфорда, штат Коннектикут, сообщил о случае Баггетта Эглстона, который был оштрафован на 20 шиллингов за то, что «…завещал после своей смерти свою жену одному молодому человеку». Газета «Boston Evening-Post» сообщила 15 марта 1736 года о споре между двумя мужчинами и одной женщиной, когда каждый утверждал, что она его жена, но вышло так, что один из них на самом деле предоставил свои права на неё другому за пятнадцать шиллингов. Покупатель, по-видимому, отказался платить в полном объёме и пытался вернуть «свою» жену задёшево. Ему дали недостающую сумму двое щедрых прохожих, и он заплатил мужу, который тут же «…дал этой женщине скромный салют, желая ей всего хорошего, а своему брату Стерлингу пожелал много радости в его сделке». В отчёте 1781 года Уильяма Коллингса из Южной Каролины записано, что он продал свою жену за «два доллара и полдюжины чаш грога».

## Изменение отношения
В пятницу мясник выставил свою жену на продажу на рынке Смитфилда, недалеко от гостиницы Рэм, с поводком на шее и верёвкой на талии, за которую её привязали к ограде, а счастливым покупателем стал один извозчик, отдавший мужу три гинеи и крону за его былое ребро. Жаль, что нет управы на такое развратное поведение низших сословий.
К концу XVIII века некоторая враждебность по отношению к продаже жены начала проявлять себя среди широких слоёв населения. Одна продажа в 1756 году в Дублине была прервана группой женщин, которые «спасли» жену, после чего муж подвергся судилищу и был помещён в загон со скотом до раннего утра следующего дня. Примерно в 1777 году продажа жены в Кармартеншире вызвала в толпе «сильную тишину» и «чувство неловкости у собравшихся». Сообщения о продаже жены участились от 2 за десятилетие в 1750-х до пика в 50 между 1820 и 1830
годами. По мере роста числа зарегистрированных случаев увеличивалось также несогласие с практикой, которая стала рассматриваться в качестве одного из тех народных обычаев, которые социальная элита считала своей обязанностью искоренить. Мировые суды на квартальных сессиях стали более активными в наказании тех, кто участвовал в продаже жены, и некоторые пробные случаи в центральных судах подтвердили незаконность подобной практики. Газетные отчёты часто были уничижительными: «Самая отвратительная и постыдная сцена», — так
описывалось это в докладе 1832 года, но число случаев продажи жены начало значительно сокращаться не ранее 1840-х годов. Томпсон обнаружил 121 опубликованный доклад продажи жены между 1800 и 1840 годами, по сравнению с 55 между 1840 и 1880 годами.
Главный судья лорд Уильям Мюррей, первый граф Мэнсфилда, рассматривал продажу жены как сговор с целью совершения прелюбодеяния, но лишь немногие из упомянутых в газетах случаев такой продажи вели к уголовному преследованию в судебном порядке. «Таймс» сообщила об одном таком происшествии в 1818 году, когда человек был осуждён за продажу своей жены на Леоминстерском рынке за 2 шиллинга 6 пенсов. В 1825 году человек по имени Джонсон был обвинён за то, что пел песню на улицах, описывая достоинства своей жены с целью продажи её тому, кто предложит самую высокую цену на Смитфелдовском рынке. Такие песни не были уникальными; примерно в 1842 году Джон Эштон написал стих «Продажа жены». Полицейский сотрудник, арестовавший Джонсона, заявил, что этот человек собрал «толпу всех видов бродяг, которые, казалось, слушали его песенку, но на самом деле собрались для того, чтобы обчистить карманы прохожих». Ответчик, однако, заявил, что у него «и в мыслях не было, чтобы продать свою жену, которая, бедняга, сидит дома с голодными детьми, в то время как он пытается заработать кусок хлеба для них силой своих лёгких». Он также напечатал копии этой песни и рассказ о продаже жены, чтобы заработать деньги. Перед тем как отпустить его, лорд-мэр, судивший этот случай, предупредил Джонсона, что эта практика не может быть разрешена, и
этого впредь не должно повториться. В 1833 году продажа женщины состоялась в Эппинге. Она была продана за 2 шиллинга 6 пенсов с обязанностью доплатить ещё 6 пенсов. Протрезвев и представ перед мировым судьёй, муж утверждал, что он был вынужден вступить в брак по воле приходских властей, «никогда не жил с ней, и что она жила в открытом прелюбодеянии с человеком по имени Брэдли, кем она и
была куплена». Мужа заключили в тюрьму за то, что «бросил свою жену».
Продажа жены была изображена во французской пьесе XIX века «Лондонский рынок».
Говоря о драматургии и современном ему французском отношении к обычаю в 1846 году, писатель Ангус B. Рич пожаловался: «Они подсчитывают длинный и воображаемый список наших неудач… [Они] скорее откажутся верить в географическое и физическое существование Лондона, чем откажутся верить
в изумительный факт, будто в Англии муж продаёт свою жену так, как он продаёт коня или свою собаку». Такие жалобы были по-прежнему обычными почти 20 лет спустя; в «Книге дней» (1864) автор Роберт Чемберс писал о случае продажи жены в 1832 году и отмечал, что «отдельные случаи продажи жены, которые вызывают у нас не более чем мимолётную усмешку, производят сильное впечатление на наших континентальных соседей, которые постоянно ссылаются на это, как свидетельство нашей низкой культуры».
Смущённый подобной практикой, правовой справочник 1853 года обязывал английских судей покончить с мифом продажи жены: «Это широко распространённая ошибка, что муж может избавиться от своей жены, продав её на открытом рынке с петлёй на шее. Такие действия с его стороны должны быть жестоко наказуемы местным судьёй». Первоначально опубликованное в 1869 году, руководство Бернса «Мировой судья и приходской сотрудник» утверждает, что «публичная продажа или покупка жены является явно уголовным преступлением… И многие дела против мужей за продажу, а других за покупку, были возбуждены в последнее время с лишением свободы на срок до шести месяцев».
Другой формой продажи жены был договор за печатью о передаче правового титула. Хотя изначально гораздо более редкая форма, чем продажа через аукцион, эта практика стала более широко распространена после 1850-х годов, когда общественное мнение повернулось против продажи жены на рынке. Вопрос об общепризнанной легитимности продажи жены был также доведён до сведения правительства. В 1881 году министра внутренних дел Уильяма Харкорта попросили прокомментировать инцидент в Шеффилде, когда мужчина продал свою жену за кварту пива. Харкорт ответил: «Не существует свидетельств где-либо в Англии того, что продажа жён является законной», а также, «что не существует такой практики, как продажа жены». Но даже ещё позднее, в 1889 году, один член «Армии спасения» продал свою жену за шиллинг в Хакнелл Торкард, Ноттингемшир, а затем привёл её на поводке в дом своего покупателя — последний случай, в котором упоминается использование ошейника. Наиболее недавний случай продажи жены в Англии был зарегистрирован в 1913 году, когда женщина, дававшая показания в суде полиции Лидса, утверждала, что муж продал её одному из своих товарищей за один фунт стерлингов. Способ её продажи, однако, остаётся неописанным.